# 第五千曲川橋梁 (北陸新幹線)
第五千曲川橋梁（だいごちくまがわきょうりょう）は、長野県中野市 - 飯山市の千曲川に架かる北陸新幹線の橋長751 m（メートル）の桁橋。長野駅 - 飯山駅間に位置する。菜の花大橋との愛称がある。

## 概要
第五千曲川橋梁は北陸新幹線の長野 - 金沢間の橋梁では黒部川橋梁に次いで長く、長野県内の北陸新幹線の橋梁としても最長である。
河積阻害率や桁下空頭、雪害対策などの条件から鋼3径間上路連続合成桁が選定された。終点方の径間長は105 mあり鉄道合成桁橋として日本最長であり、地震対策として水平力分散ゴム支承を採用した。耐候性さび安定化処理した耐候性鋼を用いている。
2009年（平成21年）1月20日に行われた国道117号交差部の架設工事では130 tの鋼桁を800 tの超大型クローラークレーンにより架設を行った
- 形式 - 鋼3径間連続合成箱桁橋3連
- 活荷重 - P-16, M-18
- 床版 - スラブ軌道直結式
- 橋長 - 751.000 m
  - 支間割 - (61.000 m + 67.000 m + 88.250 m) + (98.250 m + 100.000 m + 98.250 m) + (103.250 m + 64.000 m + 60.000 m)
- 幅員 - 11.840 m（複線）
- 総鋼重 - 6 490 t
- 基礎 - ニューマチックケーソン8基[3]
- 施工 - サクラダ（P4 - P10）・川田工業（P1 - P4）
- 架設工法 - トラッククレーン・ベント工法（P1 - P4・P7 - P10）・トラベラクレーン・ベント工法（P4 - P7）

## 歴史
北陸新幹線の長野 - 上越間は1998年（平成10年）に起工された。第五千曲川橋梁は2002年（平成14年）5月に工事着手され、2009年（平成21年）から上部工架設が始まり、2011年（平成23年）4月13日に架設完了を記念してボルト締結式が実施された。
北陸新幹線の長野 - 金沢間は2015年（平成27年）3月14日に開通した。